# Dépôt fiduciaire
Un dépôt fiduciaire ou compte escrow (en anglais escrow payment) est un arrangement conclu en vertu de dispositions contractuelles entre les diverses parties d'une transaction et pour lequel un tiers de confiance indépendant reçoit et débourse l'argent ou les documents pour les diverses parties prenant part à la transaction. 
D'origine anglo-saxonne, le dépôt fiduciaire est un mode de paiement qui cherche à réduire le risque inhérent à une transaction entre deux parties qui se méfient l'une de l'autre. Il présente certainement des avantages, comme le partage des risques entre l'acheteur et le vendeur. Mais aussi des inconvénients : souvent les montants à déposer sont limités. Comme moyen de paiement, il ressemble à la lettre de crédit documentaire.  La différence c’est qu'à l'escrow, la troisième partie intervenant dans l’échange entre l’acheteur et le vendeur n’est pas forcément une banque. En vertu du postulat de la liberté contractuelle, toute personne peut être désignée et exercer comme le tiers de confiance. Ce mode de paiement est de plus en plus utilisé en e-commerce, entre autres secteurs comme l'immobilier ou la propriété intellectuelle.